# Antiracotis anacantha
Antiracotis anacantha är en fjärilsart som beskrevs av Louis Beethoven Prout. Antiracotis anacantha ingår i släktet Antiracotis och familjen mätare. Inga underarter finns listade i Catalogue of Life.